# Julius Severin
Julius Severin (* 29. April 1840 in Rom; † 19. Mai 1883 in München) war ein deutscher Landschafts- und Genremaler.

## Leben
Severin war Autodidakt. Er war ab 1870 in München ansässig, reiste 1882 nach Italien und hatte laut Hyacinth Hollands „noch kein Werk zu stande gebracht, als er […] vom Frühstückstisch aufstehend durch einen plötzlichen Tod aus dem Leben gerissen wurde.“ Dennoch fanden sich in seinem Nachlass einige Genrebilder aus seiner frühen Phase sowie etliche Fragmente oder Skizzen, die dann im Kunstverein ausgestellt wurden. Holland urteilte, Severin sei „jenen Naturen beizuzählen, welche, unter weniger günstigen Verhältnissen zu energischer Arbeit getrieben, in ihren Productionen vielleicht glücklich geworden wären. Er blieb stehen, weil ihm alle Wege geebnet waren, während ein anderer mit Ueberwindung der materiellen Schwierigkeiten, die sich fast unübersteiglich quer über die Lebensbahn werfen, die beste Kraft im Kampfe um das Dasein vergeudet. Von diesem Gesichtspunkte betrachtet, ist auch Severin’s Leben lehrreich und mahnend.“ Auch andere Quellen äußern sich eher absprechend über Severins künstlerisches Schaffen: Er sei „kaum je“ über seinen „Dilettantismus“ hinausgewachsen, urteilten etwa Barbara Müller und Marc-Joachim Wasmer.
Im Winter 1875/76 scheint er eine Kur im Stadtbad in Teplitz angetreten zu haben. Auch im Winter darauf war er auf Reisen.
Zu seinen Bekannten zählte Gustav Floerke. Dieser „saß […] oft, gern und lange mit schaffenden Künstlern, namentlich Julius Severin aus Rom und einigen Schweizer Malern […] in ein paar kleinen gemüthlichen Weinkneipen zusammen, so der bekannten im Floßmann'schen Hause an der Luitpold- und der ‚Dichtelei‘ in der Türkenstraße.“ Flörke dezidierte 1879 „seinem alten Kumpan, dem Maler J. Severin in München, den Band „Die Insel der Sirenen.“ Von einem Julius Severin stammt eine Lithografie mit dem Porträt des Johann Friedrich Benzenberg. Wilhelm von Rümann schuf eine Büste des Malers.